# غلالة مصلية للرحم
الغِلالة المَصْلِيَّةُ للرَّحِم (بالإنجليزية: Perimetrium)‏ هي الطبقة المصلية الخارجية للرحم، وهو مشتق جنينيًا من الغشاء المصلي البطني. تتكون الغلالة المصلية من ظهارة متوسطة سطحية وطبقة رقيقة من النسيج الضام تحته. تغطي الغلالة المصلية السطح الخلفي للرحم بالكامل؛ بينما تغطيه جُزئياً فقط في السطح الامامي.